# Habenaria occidentalis
Habenaria occidentalis är en orkidéart som först beskrevs av John Lindley, och fick sitt nu gällande namn av Victor Samuel Summerhayes. Habenaria occidentalis ingår i släktet Habenaria och familjen orkidéer. Inga underarter finns listade i Catalogue of Life.